# بازشاپرک مگس‌مرغی
بازشاپرک مگس‌مرغی (نام علمی: Macroglossum stellatarum) بیدی است که در خانواده بازشاپرکان قرار دارد. خرطوم بلند آن و همچنین پرواز معلق آن به همراه صدای وزوزگونه‌ای که ایجاد می‌کند، به‌طور برجسته این حشره را شبیه مرغ مگس در حال تغذیه از گل‌ها کرده‌است. بال‌های جلویی این شاپرک خرمایی‌رنگ با خطوط سیاه موج‌دار و بال‌های عقبی آن نارنجی با لبه‌های سیاه رنگ است. پهنای بال آن نیز ۴۰ تا ۴۵ میلی‌متر است. قطر تخم‌ها نیز ۱ میلی‌متر است. این بید در قسمت اعظم خاک بر قدیم پراکنده‌است.

نقشه پراکنش در جهان:
زیستگاه تابستانی
کل سال
زمستانی

## نگارخانه
خرطوم جمع‌شده (تصویر بالا راست)
در حال تغذیه (پایین راست)

 کرم ابریشم (تصویر بالا چپ)
نمای نزدیک نیمرخ (پایین چپ) «به مقیاس توجه کنید»